# Paramecolabus discolor
Paramecolabus discolor is een keversoort uit de familie bladrolkevers (Attelabidae). De wetenschappelijke naam van de soort werd in 1839 gepubliceerd door Fahraeus.